# Aire urbaine de Villefranche-sur-Saône
L'aire urbaine de Villefranche-sur-Saône est une ancienne aire urbaine française centrée sur l'agglomération de Villefranche-sur-Saône. 118e aire urbaine de France métropolitaine en 1999, elle a disparu lors du redécoupage effectué par l'INSEE en 2011 et été intégrée à l'aire urbaine de Lyon.

## Caractéristiques
D'après la définition qu'en donne l'INSEE, l'aire urbaine de Villefranche-sur-Saône est composée de 16 communes, dont 12 sont situées dans le Rhône et 4 dans l'Ain. Ses 63 632 habitants, font d'elle la 118e aire urbaine de France.
11 communes de l'aire urbaine sont des pôles urbains.
Le tableau suivant détaille la répartition de l'aire urbaine sur les deux départements (les pourcentages s'entendent en proportion du département) :
| Département | Communes | Communes (%) | Superficie (km²) | Superficie (%) | Population (1999) | Population (%) |
| ----------- | -------- | ------------ | ---------------- | -------------- | ----------------- | -------------- |
| Ain         | 4        | 1,0          | 21,95            | 0,4            | 9 687             | 1,9            |
| Rhône       | 12       | 4,1          | 99,09            | 3,1            | 53 945            | 3,4            |

## Communes
Voici la liste des communes françaises de l'aire urbaine de Villefranche-sur-Saône.
| Code INSEE | Commune                | Type                  | Département | Superficie (km²) | Population (1999) | Densité (hab./km²) |
| ---------- | ---------------------- | --------------------- | ----------- | ---------------- | ----------------- | ------------------ |
| 01030      | Beauregard             | Pôle urbain           | Ain         | +000,94          | +00817,           | +869,15            |
| 01157      | Fareins                | Commune monopolarisée | Ain         | +008,22          | +01 684,          | +204,87            |
| 01166      | Frans                  | Pôle urbain           | Ain         | +007,98          | +01 848,          | +231,58            |
| 01194      | Jassans-Riottier       | Pôle urbain           | Ain         | +004,81          | +05 338,          | +1 109,77          |
| 69013      | Arnas                  | Pôle urbain           | Rhône       | +017,52          | +03 106,          | +177,28            |
| 69061      | Cogny                  | Commune monopolarisée | Rhône       | +005,83          | +00941,           | +161,41            |
| 69074      | Denicé                 | Pôle urbain           | Rhône       | +009,53          | +01 256,          | +131,79            |
| 69092      | Gleizé                 | Pôle urbain           | Rhône       | +010,46          | +08 050,          | +769,6             |
| 69101      | Jarnioux               | Commune monopolarisée | Rhône       | +004,2           | +00537,           | +127,86            |
| 69105      | Lacenas                | Pôle urbain           | Rhône       | +003,36          | +00852,           | +253,57            |
| 69114      | Liergues               | Pôle urbain           | Rhône       | +005,32          | +01 392,          | +261,65            |
| 69115      | Limas                  | Pôle urbain           | Rhône       | +005,52          | +04 151,          | +751,99            |
| 69156      | Pommiers               | Pôle urbain           | Rhône       | +007,76          | +01 804,          | +232,47            |
| 69159      | Pouilly-le-Monial      | Commune monopolarisée | Rhône       | +003,81          | +00721,           | +189,24            |
| 69167      | Rivolet                | Commune monopolarisée | Rhône       | +016,3           | +00488,           | +029,94            |
| 69264      | Villefranche-sur-Saône | Pôle urbain           | Rhône       | +009,48          | +30 647,          | +3 232,81          |
|            | Total                  |                       |             | +121,04          | +63 632,          | +525,71            |